# フレデリック・ウィリアム・バービッジ

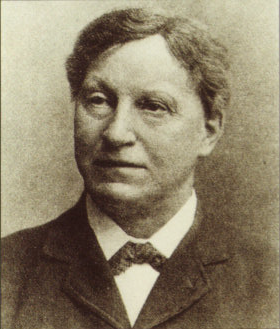
フレデリック・ウィリアム・トーマス・バービッジ

フレデリック・ウィリアム・トーマス・バービッジ（Frederick William Thomas Burbidge、1847年 - 1905年）はイギリスの園芸家、プラントハンターである。ヴィーチ商会のために、東南アジアの植物を収集した。
レスターシャーのウィムズウォールドに生まれた。はじめキューガーデンの庭師として働いた。1877年から1878年の間、ヴィーチ商会のために東南アジアで植物の収集を行った。マレー半島、ボルネオなどを探検し、ピーター・ヴィーチとともにキナバル山やインドネシアの島々の高山も探検もした。有名な食虫植物、ネペンテス・ラジャ(オオウツボカズラ、Nepenthes Rajah)の栽培に貢献したとされる。1879年からダブリンのトリニティ・カレッジ植物園の学芸員を務めた。1894年に、カレッジ・パークのキーパーに任じられ、ダブリン大学から名誉学位をえた。1897年にイギリスの王立園芸協会 (RHS) からヴィクトリア名誉メダルを受賞した。
ショウガ科の属名、 Burbidgea (Hook.f.)やショウガ科の種Globba burbidgei Ridl.などに献名されている。